# Список астероїдів (12601—12700)
| Назва                                 | Тимчасове позначення | Дата відкриття    | Місце відкриття                      | Відкривач                                              |
| ------------------------------------- | -------------------- | ----------------- | ------------------------------------ | ------------------------------------------------------ |
| 12601 Тіффанісуонн (Tiffanyswann)     | 1999 RO178           | 9 вересня 1999    | Сокорро (Нью-Мексико)                | LINEAR                                                 |
| 12602 Таммітам (Tammytam)             | 1999 RT183           | 9 вересня 1999    | Сокорро (Нью-Мексико)                | LINEAR                                                 |
| 12603 Tanchunghee                     | 1999 RF184           | 9 вересня 1999    | Сокорро (Нью-Мексико)                | LINEAR                                                 |
| 12604 Лізатейт (Lisatate)             | 1999 RC194           | 7 вересня 1999    | Сокорро (Нью-Мексико)                | LINEAR                                                 |
| (12605) 1999 SK                       | 1999 SK              | 17 вересня 1999   | Вішнянська обсерваторія              | Вішнянська обсерваторія                                |
| 12606 Апулейюс (Apuleius)             | 2043 P-L             | 24 вересня 1960   | Паломарська обсерваторія             | К. Й. ван Гаутен, І. ван Гаутен-Ґроневельд, Т. Герельс |
| 12607 Алкеус (Alcaeus)                | 2058 P-L             | 24 вересня 1960   | Паломарська обсерваторія             | К. Й. ван Гаутен, І. ван Гаутен-Ґроневельд, Т. Герельс |
| 12608 Езоп (Aesop)                    | 2091 P-L             | 24 вересня 1960   | Паломарська обсерваторія             | К. Й. ван Гаутен, І. ван Гаутен-Ґроневельд, Т. Герельс |
| 12609 Аполлодорос (Apollodoros)       | 2155 P-L             | 24 вересня 1960   | Паломарська обсерваторія             | К. Й. ван Гаутен, І. ван Гаутен-Ґроневельд, Т. Герельс |
| 12610 Гафіз (Hafez)                   | 2551 P-L             | 24 вересня 1960   | Паломарська обсерваторія             | К. Й. ван Гаутен, І. ван Гаутен-Ґроневельд, Т. Герельс |
| 12611 Енгр (Ingres)                   | 2555 P-L             | 24 вересня 1960   | Паломарська обсерваторія             | К. Й. ван Гаутен, І. ван Гаутен-Ґроневельд, Т. Герельс |
| 12612 Дом'є (Daumier)                 | 2592 P-L             | 24 вересня 1960   | Паломарська обсерваторія             | К. Й. ван Гаутен, І. ван Гаутен-Ґроневельд, Т. Герельс |
| 12613 Хогарт (Hogarth)                | 4024 P-L             | 24 вересня 1960   | Паломарська обсерваторія             | К. Й. ван Гаутен, І. ван Гаутен-Ґроневельд, Т. Герельс |
| 12614 Хокусай (Hokusai)               | 4119 P-L             | 24 вересня 1960   | Паломарська обсерваторія             | К. Й. ван Гаутен, І. ван Гаутен-Ґроневельд, Т. Герельс |
| 12615 Мендесделеон (Mendesdeleon)     | 4626 P-L             | 24 вересня 1960   | Паломарська обсерваторія             | К. Й. ван Гаутен, І. ван Гаутен-Ґроневельд, Т. Герельс |
| 12616 Лохнер (Lochner)                | 4874 P-L             | 26 вересня 1960   | Паломарська обсерваторія             | К. Й. ван Гаутен, І. ван Гаутен-Ґроневельд, Т. Герельс |
| 12617 Анґелусілезіус (Angelusilesius) | 5568 P-L             | 17 жовтня 1960    | Паломарська обсерваторія             | К. Й. ван Гаутен, І. ван Гаутен-Ґроневельд, Т. Герельс |
| 12618 Целларіус (Cellarius)           | 6217 P-L             | 24 вересня 1960   | Паломарська обсерваторія             | К. Й. ван Гаутен, І. ван Гаутен-Ґроневельд, Т. Герельс |
| 12619 Анубелшуну (Anubelshunu)        | 6242 P-L             | 24 вересня 1960   | Паломарська обсерваторія             | К. Й. ван Гаутен, І. ван Гаутен-Ґроневельд, Т. Герельс |
| 12620 Симацянь (Simaqian)             | 6335 P-L             | 24 вересня 1960   | Паломарська обсерваторія             | К. Й. ван Гаутен, І. ван Гаутен-Ґроневельд, Т. Герельс |
| 12621 Алсуфі (Alsufi)                 | 6585 P-L             | 24 вересня 1960   | Паломарська обсерваторія             | К. Й. ван Гаутен, І. ван Гаутен-Ґроневельд, Т. Герельс |
| 12622 Доппелмайр (Doppelmayr)         | 6614 P-L             | 24 вересня 1960   | Паломарська обсерваторія             | К. Й. ван Гаутен, І. ван Гаутен-Ґроневельд, Т. Герельс |
| 12623 Таваддуд (Tawaddud)             | 9544 P-L             | 17 жовтня 1960    | Паломарська обсерваторія             | К. Й. ван Гаутен, І. ван Гаутен-Ґроневельд, Т. Герельс |
| 12624 Маріякунітія (Mariacunitia)     | 9565 P-L             | 17 жовтня 1960    | Паломарська обсерваторія             | К. Й. ван Гаутен, І. ван Гаутен-Ґроневельд, Т. Герельс |
| 12625 Купман (Koopman)                | 9578 P-L             | 17 жовтня 1960    | Паломарська обсерваторія             | К. Й. ван Гаутен, І. ван Гаутен-Ґроневельд, Т. Герельс |
| 12626 Тіммерман (Timmerman)           | 1116 T-1             | 25 березня 1971   | Паломарська обсерваторія             | К. Й. ван Гаутен, І. ван Гаутен-Ґроневельд, Т. Герельс |
| 12627 Меріедвардс (Maryedwards)       | 1230 T-1             | 25 березня 1971   | Паломарська обсерваторія             | К. Й. ван Гаутен, І. ван Гаутен-Ґроневельд, Т. Герельс |
| 12628 Аквортхорр (Ackworthorr)        | 2120 T-1             | 25 березня 1971   | Паломарська обсерваторія             | К. Й. ван Гаутен, І. ван Гаутен-Ґроневельд, Т. Герельс |
| 12629 Jandeboer                       | 2168 T-1             | 25 березня 1971   | Паломарська обсерваторія             | К. Й. ван Гаутен, І. ван Гаутен-Ґроневельд, Т. Герельс |
| 12630 Verstappen                      | 3033 T-1             | 26 березня 1971   | Паломарська обсерваторія             | К. Й. ван Гаутен, І. ван Гаутен-Ґроневельд, Т. Герельс |
| 12631 Mariekebaan                     | 3051 T-1             | 26 березня 1971   | Паломарська обсерваторія             | К. Й. ван Гаутен, І. ван Гаутен-Ґроневельд, Т. Герельс |
| 12632 Mignonette                      | 3105 T-1             | 26 березня 1971   | Паломарська обсерваторія             | К. Й. ван Гаутен, І. ван Гаутен-Ґроневельд, Т. Герельс |
| 12633 Warmenhoven                     | 3119 T-1             | 26 березня 1971   | Паломарська обсерваторія             | К. Й. ван Гаутен, І. ван Гаутен-Ґроневельд, Т. Герельс |
| (12634) 3178 T-1                      | 3178 T-1             | 26 березня 1971   | Паломарська обсерваторія             | К. Й. ван Гаутен, І. ван Гаутен-Ґроневельд, Т. Герельс |
| (12635) 4220 T-1                      | 4220 T-1             | 26 березня 1971   | Паломарська обсерваторія             | К. Й. ван Гаутен, І. ван Гаутен-Ґроневельд, Т. Герельс |
| (12636) 4854 T-1                      | 4854 T-1             | 13 травня 1971    | Паломарська обсерваторія             | К. Й. ван Гаутен, І. ван Гаутен-Ґроневельд, Т. Герельс |
| (12637) 1053 T-2                      | 1053 T-2             | 29 вересня 1973   | Паломарська обсерваторія             | К. Й. ван Гаутен, І. ван Гаутен-Ґроневельд, Т. Герельс |
| (12638) 1063 T-2                      | 1063 T-2             | 29 вересня 1973   | Паломарська обсерваторія             | К. Й. ван Гаутен, І. ван Гаутен-Ґроневельд, Т. Герельс |
| (12639) 1105 T-2                      | 1105 T-2             | 29 вересня 1973   | Паломарська обсерваторія             | К. Й. ван Гаутен, І. ван Гаутен-Ґроневельд, Т. Герельс |
| (12640) 1231 T-2                      | 1231 T-2             | 29 вересня 1973   | Паломарська обсерваторія             | К. Й. ван Гаутен, І. ван Гаутен-Ґроневельд, Т. Герельс |
| (12641) 1310 T-2                      | 1310 T-2             | 29 вересня 1973   | Паломарська обсерваторія             | К. Й. ван Гаутен, І. ван Гаутен-Ґроневельд, Т. Герельс |
| (12642) 1348 T-2                      | 1348 T-2             | 29 вересня 1973   | Паломарська обсерваторія             | К. Й. ван Гаутен, І. ван Гаутен-Ґроневельд, Т. Герельс |
| (12643) 3180 T-2                      | 3180 T-2             | 30 вересня 1973   | Паломарська обсерваторія             | К. Й. ван Гаутен, І. ван Гаутен-Ґроневельд, Т. Герельс |
| (12644) 3285 T-2                      | 3285 T-2             | 30 вересня 1973   | Паломарська обсерваторія             | К. Й. ван Гаутен, І. ван Гаутен-Ґроневельд, Т. Герельс |
| (12645) 4240 T-2                      | 4240 T-2             | 29 вересня 1973   | Паломарська обсерваторія             | К. Й. ван Гаутен, І. ван Гаутен-Ґроневельд, Т. Герельс |
| (12646) 5175 T-2                      | 5175 T-2             | 25 вересня 1973   | Паломарська обсерваторія             | К. Й. ван Гаутен, І. ван Гаутен-Ґроневельд, Т. Герельс |
| (12647) 5332 T-2                      | 5332 T-2             | 30 вересня 1973   | Паломарська обсерваторія             | К. Й. ван Гаутен, І. ван Гаутен-Ґроневельд, Т. Герельс |
| (12648) 1135 T-3                      | 1135 T-3             | 17 жовтня 1977    | Паломарська обсерваторія             | К. Й. ван Гаутен, І. ван Гаутен-Ґроневельд, Т. Герельс |
| 12649 Ascanios                        | 2035 T-3             | 16 жовтня 1977    | Паломарська обсерваторія             | К. Й. ван Гаутен, І. ван Гаутен-Ґроневельд, Т. Герельс |
| (12650) 2247 T-3                      | 2247 T-3             | 16 жовтня 1977    | Паломарська обсерваторія             | К. Й. ван Гаутен, І. ван Гаутен-Ґроневельд, Т. Герельс |
| (12651) 2268 T-3                      | 2268 T-3             | 16 жовтня 1977    | Паломарська обсерваторія             | К. Й. ван Гаутен, І. ван Гаутен-Ґроневельд, Т. Герельс |
| (12652) 2622 T-3                      | 2622 T-3             | 16 жовтня 1977    | Паломарська обсерваторія             | К. Й. ван Гаутен, І. ван Гаутен-Ґроневельд, Т. Герельс |
| (12653) 2664 T-3                      | 2664 T-3             | 11 жовтня 1977    | Паломарська обсерваторія             | К. Й. ван Гаутен, І. ван Гаутен-Ґроневельд, Т. Герельс |
| (12654) 4118 T-3                      | 4118 T-3             | 16 жовтня 1977    | Паломарська обсерваторія             | К. Й. ван Гаутен, І. ван Гаутен-Ґроневельд, Т. Герельс |
| (12655) 5041 T-3                      | 5041 T-3             | 16 жовтня 1977    | Паломарська обсерваторія             | К. Й. ван Гаутен, І. ван Гаутен-Ґроневельд, Т. Герельс |
| (12656) 5170 T-3                      | 5170 T-3             | 16 жовтня 1977    | Паломарська обсерваторія             | К. Й. ван Гаутен, І. ван Гаутен-Ґроневельд, Т. Герельс |
| 12657 Бонч-Бруєвич (Bonch-Bruevich)   | 1971 QO1             | 30 серпня 1971    | КрАО                                 | Смирнова Тамара Михайлівна                             |
| 12658 Peiraios                        | 1973 SL              | 19 вересня 1973   | Паломарська обсерваторія             | К. Й. ван Гаутен, І. ван Гаутен-Ґроневельд, Т. Герельс |
| 12659 Шлеґель (Schlegel)              | 1973 UR5             | 27 жовтня 1973    | Обсерваторія Карла Шварцшильда       | Ф. Бернґен                                             |
| (12660) 1975 NC                       | 1975 NC              | 15 липня 1975     | Астрономічна станція Серро Ель Робле | Карлос Торрес, Серхіо Баррос                           |
| 12661 Шеллінг (Schelling)             | 1976 DA1             | 27 лютого 1976    | Обсерваторія Карла Шварцшильда       | Ф. Бернґен                                             |
| (12662) 1978 CK                       | 1978 CK              | 2 лютого 1978     | Паломарська обсерваторія             | Джеймс Ґібсон                                          |
| (12663) 1978 RL7                      | 1978 RL7             | 2 вересня 1978    | Обсерваторія Ла-Сілья                | Клаес-Інґвар Лаґерквіст                                |
| 12664 Сонісеня (Sonisenia)            | 1978 SS5             | 27 вересня 1978   | КрАО                                 | Черних Людмила Іванівна                                |
| (12665) 1978 VE7                      | 1978 VE7             | 6 листопада 1978  | Паломарська обсерваторія             | Е. Гелін, Ш. Дж. Бас                                   |
| (12666) 1978 XW                       | 1978 XW              | 6 грудня 1978     | Паломарська обсерваторія             | Едвард Бовелл, Арчибальд Варнок                        |
| (12667) 1979 DF                       | 1979 DF              | 28 лютого 1979    | Станція Андерсон-Меса                | Норман Томас                                           |
| (12668) 1979 MX1                      | 1979 MX1             | 25 червня 1979    | Обсерваторія Сайдинг-Спрінг          | Е. Гелін, Ш. Дж. Бас                                   |
| (12669) 1979 MY5                      | 1979 MY5             | 25 червня 1979    | Обсерваторія Сайдинг-Спрінг          | Е. Гелін, Ш. Дж. Бас                                   |
| 12670 Пассарґеа (Passargea)           | 1979 SG2             | 22 вересня 1979   | КрАО                                 | Черних Микола Степанович                               |
| (12671) 1980 FU                       | 1980 FU              | 16 березня 1980   | Обсерваторія Ла-Сілья                | Клаес-Інґвар Лаґерквіст                                |
| (12672) 1980 FY2                      | 1980 FY2             | 16 березня 1980   | Обсерваторія Ла-Сілья                | Клаес-Інґвар Лаґерквіст                                |
| (12673) 1980 FH3                      | 1980 FH3             | 16 березня 1980   | Обсерваторія Ла-Сілья                | Клаес-Інґвар Лаґерквіст                                |
| 12674 Рибалка (Rybalka)               | 1980 RL2             | 7 вересня 1980    | КрАО                                 | Черних Микола Степанович                               |
| 12675 Чебот (Chabot)                  | 1980 TA4             | 9 жовтня 1980     | Паломарська обсерваторія             | Керолін Шумейкер, Юджин Шумейкер                       |
| (12676) 1981 DU1                      | 1981 DU1             | 28 лютого 1981    | Обсерваторія Сайдинг-Спрінг          | Ш. Дж. Бас                                             |
| (12677) 1981 EO4                      | 1981 EO4             | 2 березня 1981    | Обсерваторія Сайдинг-Спрінг          | Ш. Дж. Бас                                             |
| (12678) 1981 EQ20                     | 1981 EQ20            | 2 березня 1981    | Обсерваторія Сайдинг-Спрінг          | Ш. Дж. Бас                                             |
| (12679) 1981 EK22                     | 1981 EK22            | 2 березня 1981    | Обсерваторія Сайдинг-Спрінг          | Ш. Дж. Бас                                             |
| 12680 Богданович (Bogdanovich)        | 1981 JR2             | 6 травня 1981     | Паломарська обсерваторія             | Керолін Шумейкер                                       |
| (12681) 1981 UL29                     | 1981 UL29            | 24 жовтня 1981    | Паломарська обсерваторія             | Ш. Дж. Бас                                             |
| 12682 Кавада (Kawada)                 | 1982 VC3             | 14 листопада 1982 | Обсерваторія Кісо                    | Хірокі Косаї, Кіїтіро Фурукава                         |
| (12683) 1983 RP3                      | 1983 RP3             | 2 вересня 1983    | Обсерваторія Ла-Сілья                | Анрі Дебеонь                                           |
| (12684) 1984 DQ                       | 1984 DQ              | 23 лютого 1984    | Обсерваторія Ла-Сілья                | Анрі Дебеонь                                           |
| (12685) 1985 VE                       | 1985 VE              | 14 листопада 1985 | Обсерваторія Брорфельде              | Поуль Єнсен                                            |
| 12686 Безуглий (Bezuglyj)             | 1986 TT11            | 3 жовтня 1986     | КрАО                                 | Карачкіна Людмила Георгіївна                           |
| 12687 де Валорі (de Valory)           | 1987 YS1             | 17 грудня 1987    | Обсерваторія Ла-Сілья                | Ерік Вальтер Ельст, Ґвідо Пізарро                      |
| 12688 Бекеланд (Baekeland)            | 1988 CK4             | 13 лютого 1988    | Обсерваторія Ла-Сілья                | Ерік Вальтер Ельст                                     |
| (12689) 1988 RO2                      | 1988 RO2             | 8 вересня 1988    | Обсерваторія Брорфельде              | Поуль Єнсен                                            |
| (12690) 1988 VG1                      | 1988 VG1             | 5 листопада 1988  | Обсерваторія Ґейсей                  | Тсутому Секі                                           |
| (12691) 1988 VF2                      | 1988 VF2             | 7 листопада 1988  | Обсерваторія Яцуґатаке-Кобутізава    | Йошіо Кушіда, Масару Іноуе                             |
| (12692) 1989 BV1                      | 1989 BV1             | 29 січня 1989     | Обсерваторія Клеть                   | Антонін Мркос                                          |
| (12693) 1989 EZ                       | 1989 EZ              | 9 березня 1989    | Обсерваторія Ґекко                   | Йошіакі Ошіма                                          |
| 12694 Шляєрмахер (Schleiermacher)     | 1989 EJ6             | 7 березня 1989    | Обсерваторія Карла Шварцшильда       | Ф. Бернґен                                             |
| 12695 Утрехт (Utrecht)                | 1989 GR3             | 1 квітня 1989     | Обсерваторія Ла-Сілья                | Ерік Вальтер Ельст                                     |
| 12696 Камю (Camus)                    | 1989 SF1             | 26 вересня 1989   | Обсерваторія Ла-Сілья                | Ерік Вальтер Ельст                                     |
| 12697 Верхарн (Verhaeren)             | 1989 SK3             | 26 вересня 1989   | Обсерваторія Ла-Сілья                | Ерік Вальтер Ельст                                     |
| (12698) 1989 US4                      | 1989 US4             | 22 жовтня 1989    | Обсерваторія Клеть                   | Антонін Мркос                                          |
| (12699) 1990 DD2                      | 1990 DD2             | 24 лютого 1990    | Обсерваторія Ла-Сілья                | Анрі Дебеонь                                           |
| (12700) 1990 FH                       | 1990 FH              | 23 березня 1990   | Паломарська обсерваторія             | Е. Гелін                                               |

| ← Астероїди 10001—20000 → |             |             |             |             |             |             |             |             |             |
| 10001—10100               | 11001—11100 | 12001—12100 | 13001—13100 | 14001—14100 | 15001—15100 | 16001—16100 | 17001—17100 | 18001—18100 | 19001—19100 |
| 10101—10200               | 11101—11200 | 12101—12200 | 13101—13200 | 14101—14200 | 15101—15200 | 16101—16200 | 17101—17200 | 18101—18200 | 19101—19200 |
| 10201—10300               | 11201—11300 | 12201—12300 | 13201—13300 | 14201—14300 | 15201—15300 | 16201—16300 | 17201—17300 | 18201—18300 | 19201—19300 |
| 10301—10400               | 11301—11400 | 12301—12400 | 13301—13400 | 14301—14400 | 15301—15400 | 16301—16400 | 17301—17400 | 18301—18400 | 19301—19400 |
| 10401—10500               | 11401—11500 | 12401—12500 | 13401—13500 | 14401—14500 | 15401—15500 | 16401—16500 | 17401—17500 | 18401—18500 | 19401—19500 |
| 10501—10600               | 11501—11600 | 12501—12600 | 13501—13600 | 14501—14600 | 15501—15600 | 16501—16600 | 17501—17600 | 18501—18600 | 19501—19600 |
| 10601—10700               | 11601—11700 | 12601—12700 | 13601—13700 | 14601—14700 | 15601—15700 | 16601—16700 | 17601—17700 | 18601—18700 | 19601—19700 |
| 10701—10800               | 11701—11800 | 12701—12800 | 13701—13800 | 14701—14800 | 15701—15800 | 16701—16800 | 17701—17800 | 18701—18800 | 19701—19800 |
| 10801—10900               | 11801—11900 | 12801—12900 | 13801—13900 | 14801—14900 | 15801—15900 | 16801—16900 | 17801—17900 | 18801—18900 | 19801—19900 |
| 10901—11000               | 11901—12000 | 12901—13000 | 13901—14000 | 14901—15000 | 15901—16000 | 16901—17000 | 17901—18000 | 18901—19000 | 19901—20000 |